# Tupolev Tu-110
Tupolev Tu-110 var Sovjetunionens andra jetflygplan som var framtaget för civil passagerartrafik.
Planet var avsett som en mindre variant av den första jetdrivna Tupolev Tu-104 som med sina två motorer inte kunde exporteras i någon större utsträckning p.g.a. restriktioner i hur man fick flyga med endast två motorer (se ETOPS). 
Tu-110 utrustades med fyra motorer för att kunna exporteras till länder som flög långa sträckor över vatten eller andra områden utan landningsmöjligheter. 4-motoriga jetflygplan var vanliga i jetålderns barndom se även Boeing 707, DC-8, Convair 880 och De Havilland Comet.
Tu-110 kom aldrig i serieproduktion utan endast fyra prototyper tillverkades. De kom att användas i forskningssyfte.
Flygplanet flög första gången 1957 för att senare bli bortvalt, och istället valde man att satsa på det senare tvåmotoriga Tupolev Tu-124. Precis som övriga Tupolev jetplan under denna tidsepok var den utrustad med bromsskärmar eftersom man inte kunde bromsa med motorerna.